# Minh Lương, Đoan Hùng
Minh Lương là một xã thuộc huyện Đoan Hùng, tỉnh Phú Thọ, Việt Nam. Đây là một xã miền núi nằm về phía tây bắc huyện Đoan Hùng, cách trung tâm huyện khoảng 25 km về phía tây bắc, có tổng diện tích tự nhiên là 1.301,66 ha.

## Vị trí địa lý
Phía bắc giáp xã Bằng Luân, Phía nam giáp xã Gia Điền, Hà Lương (huyện Hạ Hòa), phía đông giáp xã Bằng Doãn và phía tây giáp xã Đại Phạm, Hà Lương (huyện Hạ Hòa).

## Địa hình
Minh Lương là xã miền núi có địa hình phức tạp, ruộng và đồi xen kẽ nhau, đồi núi chiếm hơn 70% tổng diện tích tự nhiên toàn xã. Tuy nhiên, đồi núi có độ dốc nghiêng dần từ, đa số là đồi dạng bát úp có độ dốc trung bình từ 10 - 250 thích hợp cho trồng cây công nghiệp như chè và cây lâm nghiệp như keo, cây bản địa.
Do đặc điểm địa hình nên đất đai của xã có thể chia làm hai loại chính như sau:
- Đất đồi núi: Đây là loại đất chính chiếm khoảng 70% diện tích tự nhiên đất được hình thành trên đá mẹ và phiến thạch, đất có màu vàng đỏ, tầng canh tác mỏng, thành phần cơ giới từ thịt nhẹ đến trung bình, độ dốc lớn, hàm lượng mùn, đạm, lân, kali trong đất ở mức trung bình đến nghèo.
- Đất ruộng: Diện tích ruộng nước nhỏ hẹp (chiếm khoảng 28% diện tích tự nhiên của xã) nằm xen kẽ giữa các thung lũng thích hợp cho việc trồng lúa nước, cây rau màu như đỗ, lạc, sắn, rau các loại. Đất chủ yếu hình thành do sự tích tụ phù sa của con suối, do sự rửa trôi của các đồi thung lũng...đất có tầng canh tác dày, có màu xám đen, đất hàm lượng mùn, đạm ở mức giàu, lượng kali ở mức trung bình.

## Khí hậu - thủy văn
Minh Lương nằm ở phía tây bắc huyện Đoan Hùng nên chịu ảnh hưởng của khí hậu vùng Đông Bắc Bộ và mang đầy đủ yếu tố khí hậu riêng của huyện Đoan Hùng.
Theo số liệu của trạm khí tượng thủy văn Phú Hộ cho thấy:
- Hàng năm có hai loại gió chính là Đông Bắc và Tây Nam, ngoài ra có gió núi là gió cục bộ của vùng.
- Lượng mưa trung bình hàng năm là 1714 mm, được chia làm hai mùa rõ rệt:
  - Mùa mưa tập trung từ tháng 5 đến tháng 10.
  - Mùa khô từ tháng 11 đến tháng 4.
- Nhiệt độ trung bình trong năm từ 26 đến 27 °C.
- Số giờ nắng trong năm từ 1600 giờ đến 1700 giờ.

Nhìn chung khí hậu thuận lợi cho việc phát triển ngành trồng trọt và chăn nuôi.

## Giao thông
Trên địa bàn xã có quốc lộ 70 chạy qua từ Đèo Bụt đi Đại Phạm chiều dài là 2 km; đường tỉnh lộ 319C chạy dọc chiều dài của xã dài 12,5 km. Tổng chiều dài đường bộ trên địa bàn xã (không tính quốc lộ và tỉnh lộ) là 45 km. Tỉnh lộ 319B chạy qua trung tâm xã, đây là tuyến giao thông huyết mạch nối Minh Lương với các xã lân cận trên địa bàn huyện. Nó có vai trò quan trọng trong việc bố trí không gian sống, không gian sản xuất và thúc đẩy thị trường hàng hóa phát triển. 

## Dân số
Theo Báo cáo biến động dân số 6 tháng đầu năm 2018, tổng số người của xã là 3090 người, tổng số hộ là 912 hộ, trong đó tổng số hộ nghèo (tính đến 31/12/2017) là: 127 hộ. Số hộ cận nghèo: 50. Toàn xã gồm 7 dân tộc sinh sống, trong đó dân tộc Kinh chiếm đa số, ngoài ra còn có các dân tộc như: Tày, Nùng, Mường, Thái, Dao, Cao Lan và dân tộc Hán.

## Kinh tế - Xã hội
Theo số liệu báo cáo năm 2018
- Giá trị sản xuất nông lâm nghiệp thủy sản của xã đạt 21.626.9 triệu đồng
- Giá trị công nghiệp, tiểu thủ công nghiệp, xây dựng đạt 5,892,5 triệu đồng.
- Giá trị sản xuất dịch vụ đạt 6,889,3 triệu đồng
- Bình quân thu nhập đầu người 12,5 triệu đồng
- Tỷ lệ tăng dân số tự nhiên: 1,0%
- Tỷ lệ trẻ em dưới 5 tuổi suy dinh dưỡng: 16,3%
- Tỷ lệ hộ nghèo: 19,7%
- Tỷ lệ gia đình văn hóa 84,4%.
- Khu dân cư văn hóa: 8/8 khu.
- Khu dân cư có nhà văn hóa: 8 khu.